# Raymond Goussot
Raymond Goussot (Clamart, 31 de marzo de 1922 - 16 de julio de 2015) fue un ciclista francés, profesional desde el 1944 hasta el 1957. Se especializó en el ciclismo en pista concretamente  carreras de seis días. También compitió en carretera donde quedó cuarto en la París-Roubaix de 1944

## Palmarés en ruta
- 1946
  - 1.º en la Grande Pulse Desembarco Norte
- 1948
  - 1.º en la París-Valenciennes
  - 1.º en el Gran Premio Courrier Picard
- 1951
  - 1.º en el Circuito des Deux Ponts

### Resultados al Tour de Francia
- 1948. Eliminado (12a etapa)

## Palmarés en pista
- 1948
  - 1.º en el Premio Dupré-Lapize (con Émile Carrara)
- 1949
  - 1.º en los Seis días de Saint-Étienne (con Émile Carrara)
  - 1.º en el Premio Dupré-Lapize (con Émile Carrara)